# Cucumis metuliferus

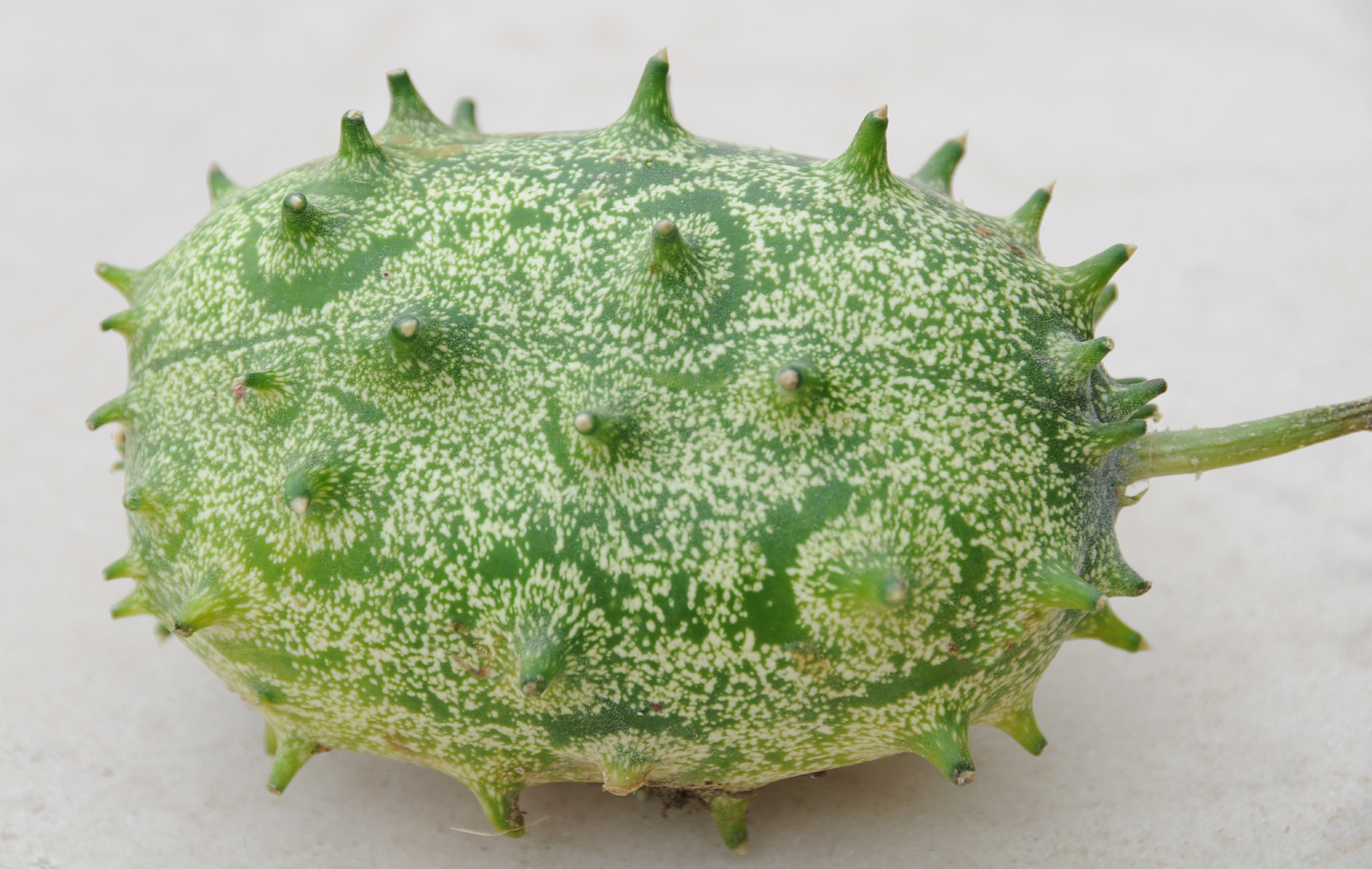
fruct Kiwano necopt

Cucumis metuliferus, cunoscut și sub numele de pepenele cu coarne, castravete african cu coarne, pepenele jeleu, melano, pikano sau kiwano, este o specie anuală din specia castravetelui și a pepenului. Fructul acestei plante se poate mânca, dar este cel mai des folosit ca decorație pentru alte mâncăruri. Este o specie nativă în Africa, originară din zona deșertului Kalahari, dar este cultivat și în Maroc, Portugalia, California, Chile, Australia și Noua Zeelandă.
În Zimbabwe, acest castravete este numit 'gaka' sau 'gakachika' și este folosit ca un fruct sau în salate și doar rar ca decorație. Este mancat verde, proaspăt copt sau bine copt. Crește natural în campuri și în zone împădurite. Gustul său este o combinație între castravete și zucchini sau, când este copt, între banană, castravete și lămâie. Coaja sa este comestibilă și în anumite zone se mănâncă. Există o specie care nu are coarne, dar are gust similar. Semințele sunt acoperite într-o substanță gelatinoasă. Pielea fructului este bogată în vitamina C și în fibre. Înainte de consum se poate adăuga sare sau zahăr pentru a accentua gustul.

## Uz
O plantă tradițională în Africa, acestă puțin cunoscută legumă are potențial de a îmbunătăți nutriția, de a crește securitatea resurselor de mâncare, de a ajuta la dezvoltarea zonelor rurale și de a susține agricultura sustenibilă..
Compoziția chimică este similară cu a altor legume din familia Cucurbitaceae.

## Galerie

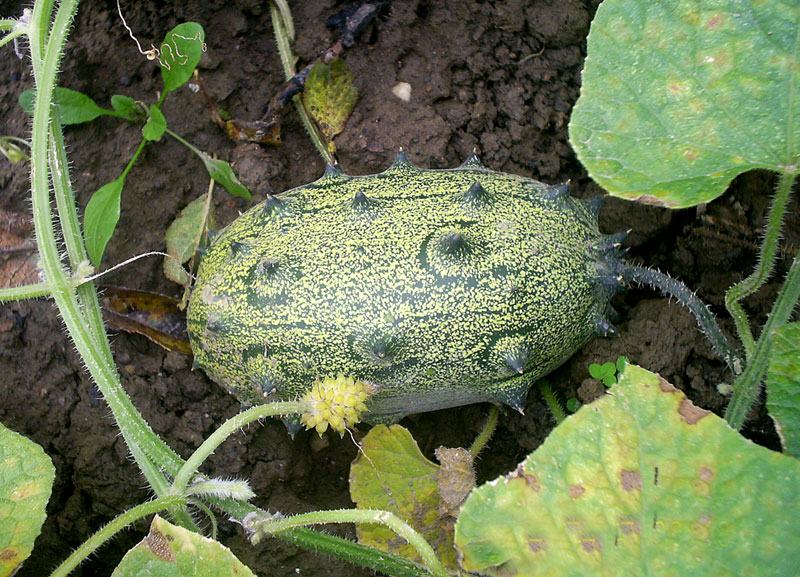
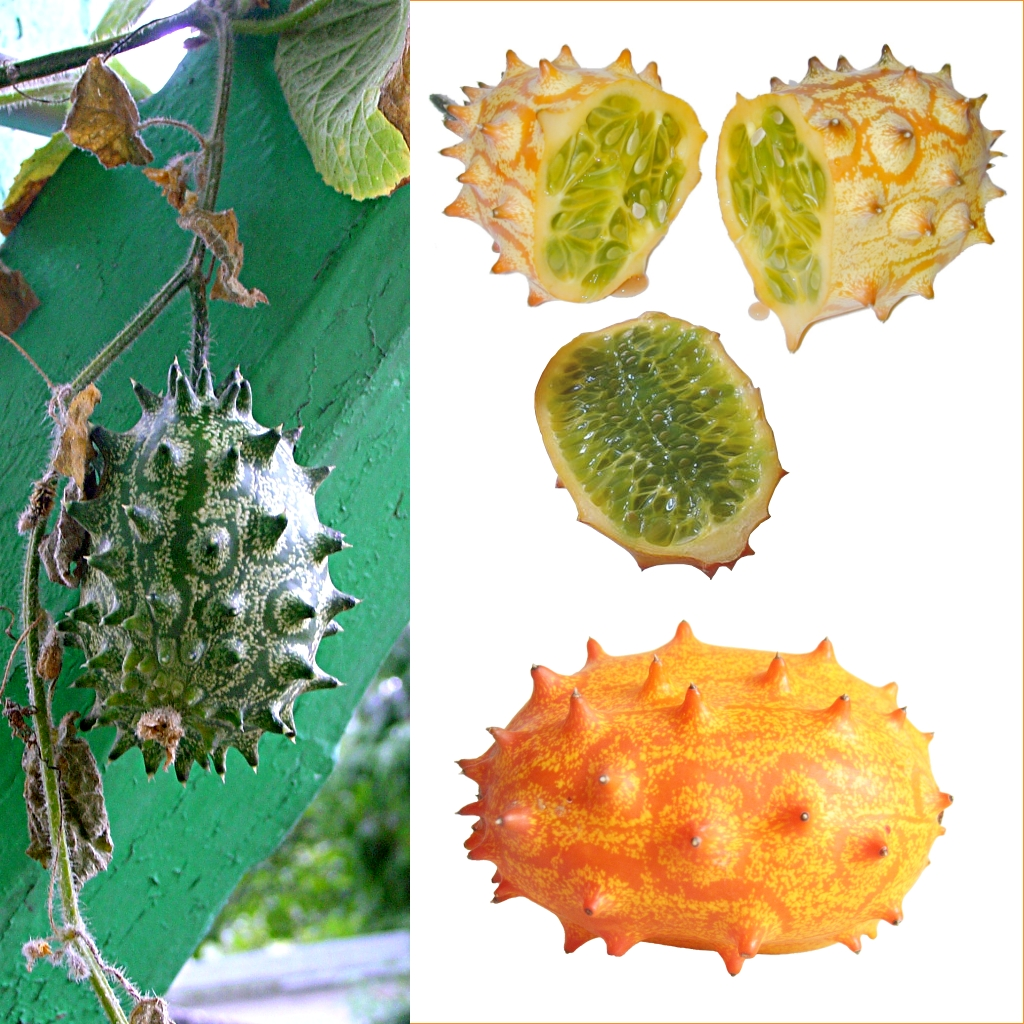
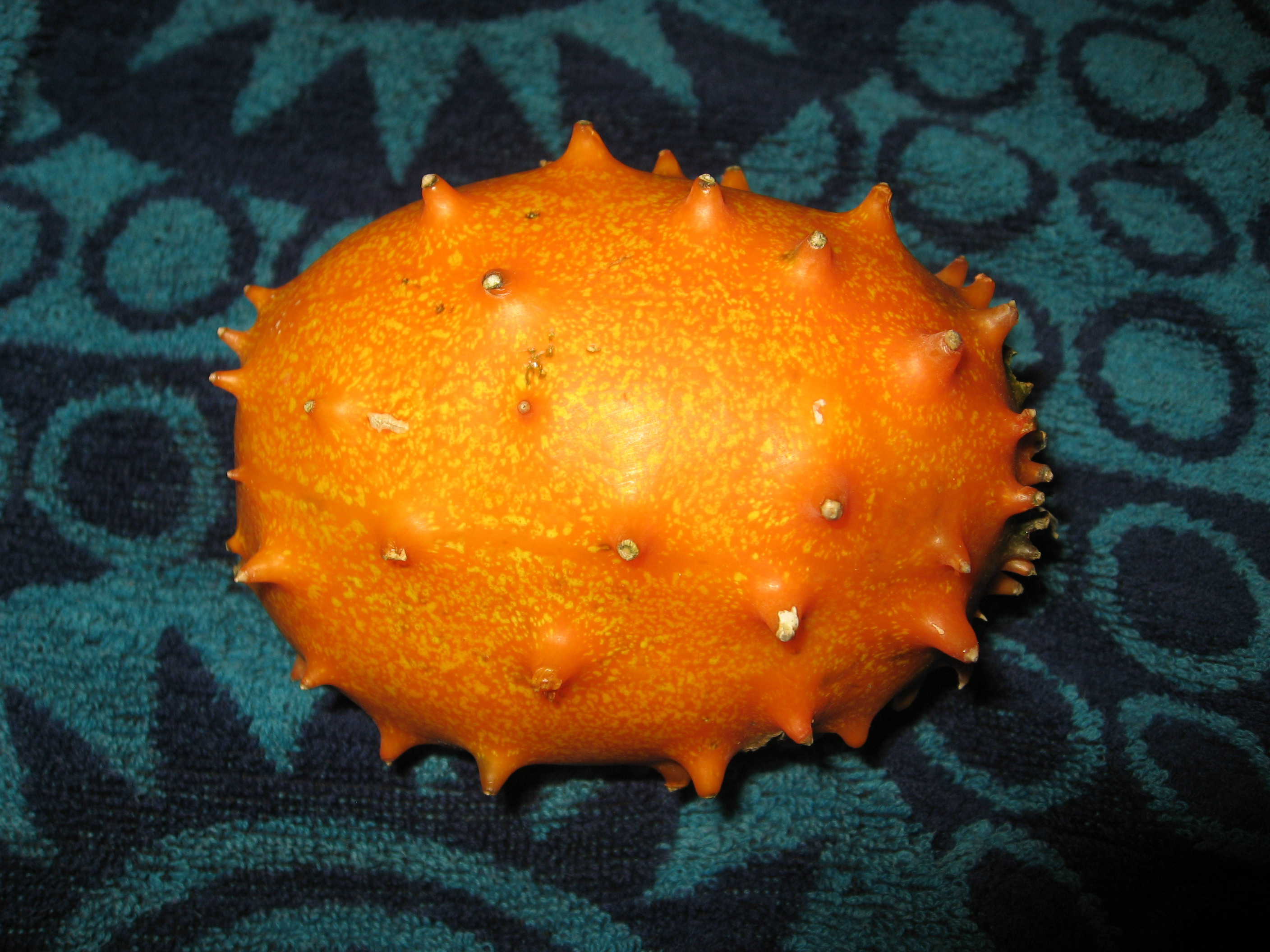
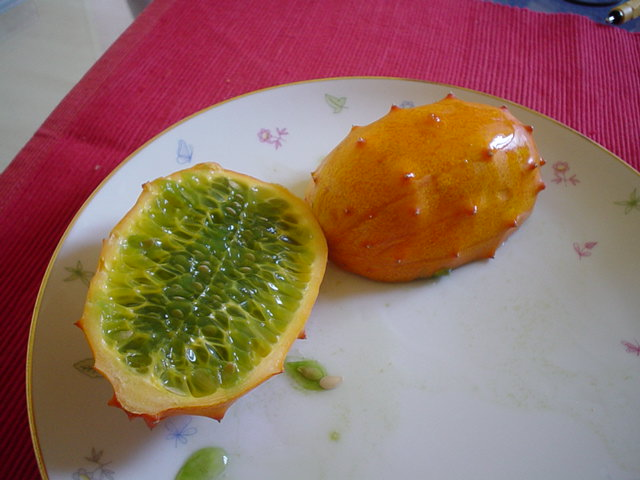
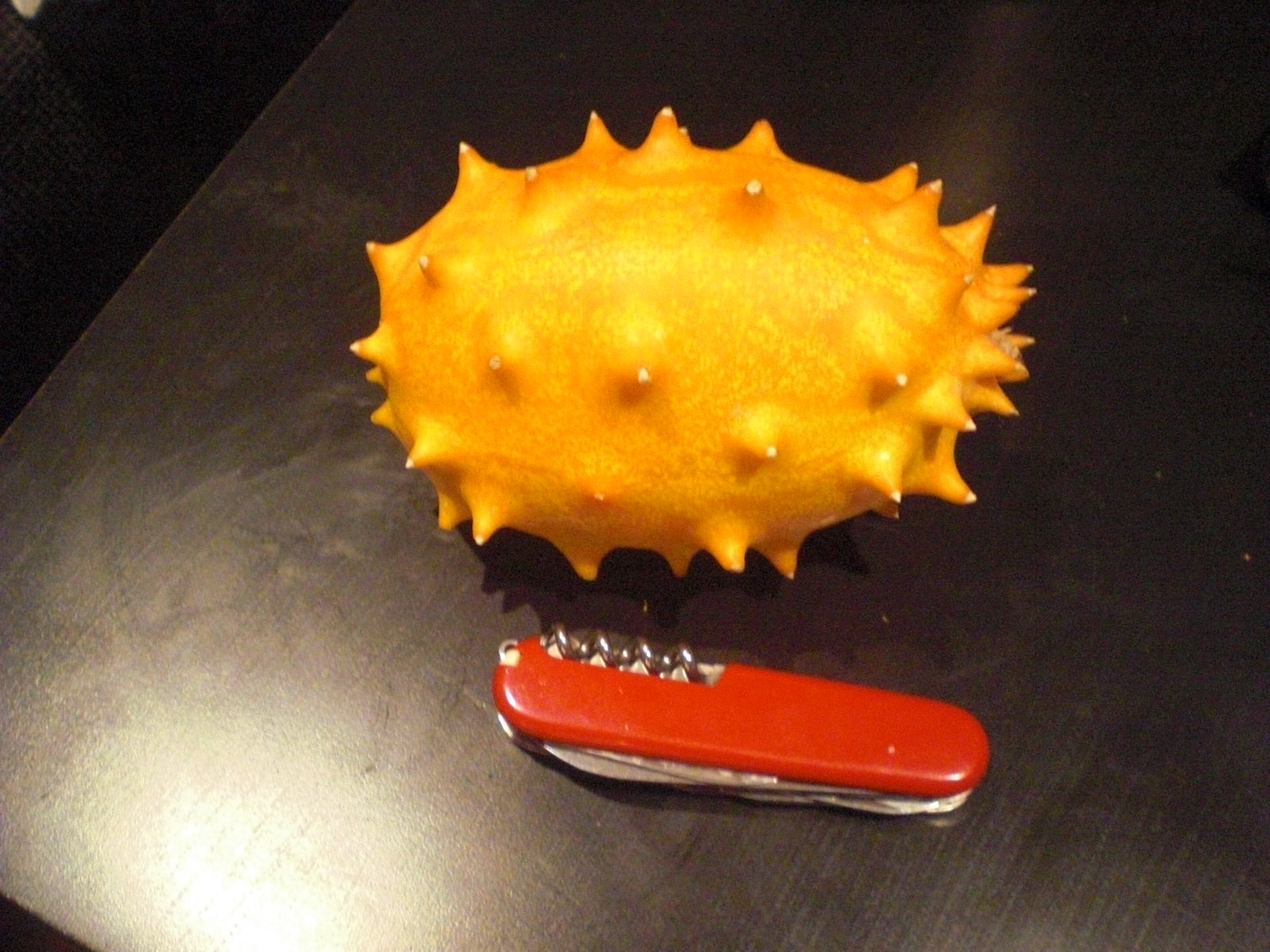

### Valori nutriționale
Valorile sunt pentru 100 grame.
1. apă - 90 grame
2. calorii - 5 kcal
3. proteine - 2 grame
4. zahăr - 2 grame
5. fibre - 4 grame
6. colesterol - 0 grame
7. potasiu - 266 mg
8. fosfor - 50 mg
9. magneziu - 23 mg
10. calciu - 17 mg
11. fier - 0.5 mg
12. vitamina C - 0.5 mg